# シュタインガーデン
シュタインガーデン (ドイツ語: Steingaden) は、ドイツ連邦共和国バイエルン州オーバーバイエルン行政管区のヴァイルハイム＝ショーンガウ郡に属す町村（以下、本項では便宜上「町」と記述する）であり、シュタインガーデン行政共同体の本部所在地である。シュタインガーデンは州内で有名なリゾートである。
この町は2つのユニークな建築文化財、ヴィースの巡礼教会とヴェルフェンミュンスター（洗礼者聖ヨハネ修道院教会）によって有名である。

## 地理
この町はアルプス前山地方の、オーバーバイエルンとアルゴイの境界地区に位置している。

### 自治体の構成
この町は、公式には 53の地区 (Ort) からなる。このうち小集落や孤立農場などを除く集落を以下に列記する。
- フロンライテン
- ラウターバッハ
- マーダービヒル
- リーゼン
- シュタルタンネン
- シュタインゲデーレ
- シュタインガーデン
- ウアシュプリング
- ヴィース

## 歴史
シュタインガーデン集落は1803年に廃止されるまで、1147年にヴェルフ6世によって創設されたプレモントレ会修道院の閉鎖ホーフマルクに属した。シュタインガーデンは、バイエルンの行政改革に伴う1818年の市町村令により行政上独立した自治体となった。市町村再編の時代には、元々独立した自治体であったフロンライテン、ラウターバッハ、ウアシュプリングがシュタインガーデンに合併した。

## 文化と見所

### 音楽
ヴィースの巡礼教会では、毎年5月から9月にかけて「祝祭の夏」、「夕べのコンサート」、「プファッフェンヴィンケルの音楽」といったコンサートシリーズが開催されている。

### 建築

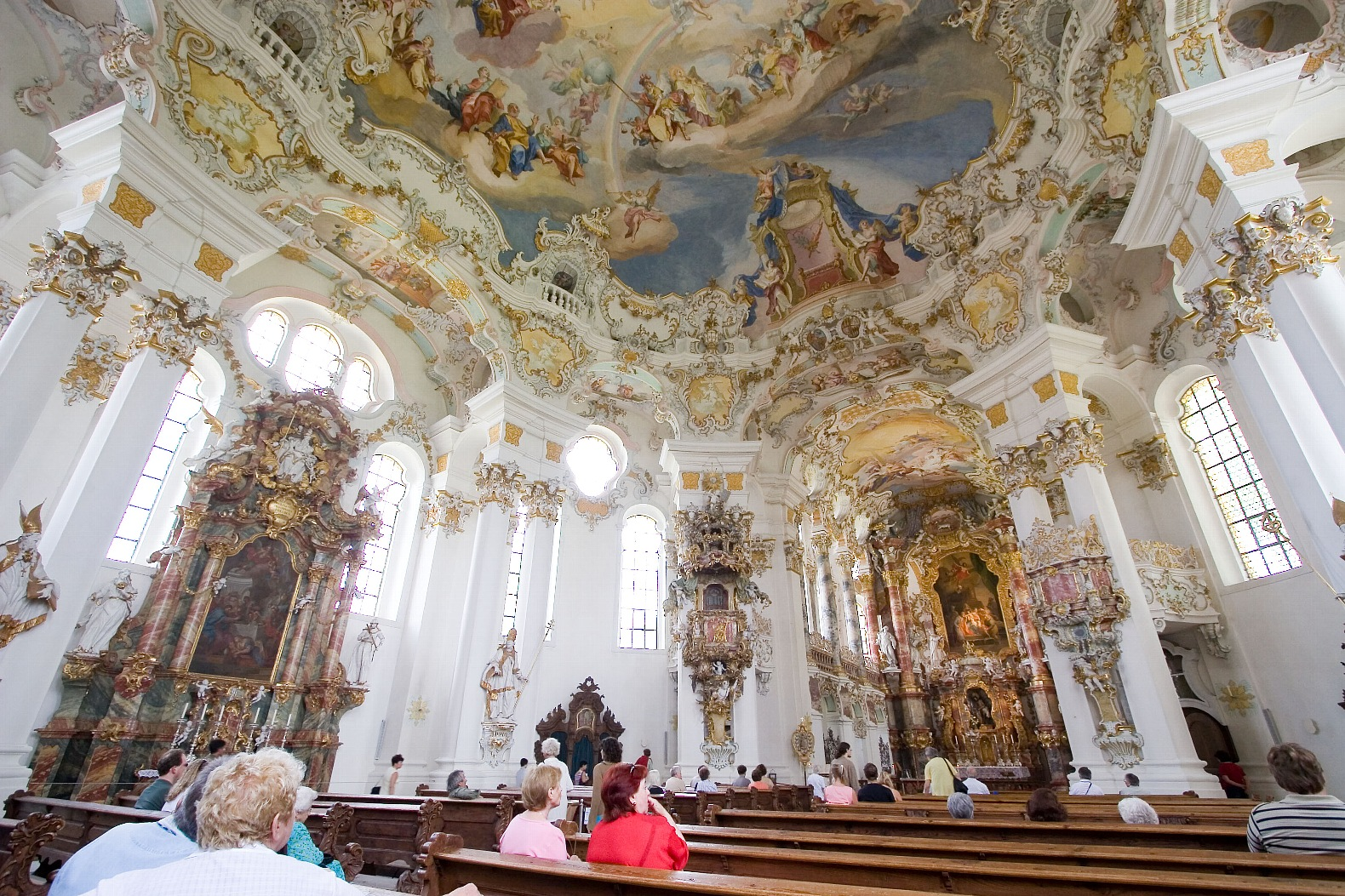
ヴィースの巡礼教会内部

- ヴィースの巡礼教会: 正式な名称は「ヴィースの鞭打たれる主への巡礼教会」。この建物はドメニクス・ツィンマーマンおよびヨハン・バプチスト・ツィンマーマンの兄弟によって1746年から1754年に純粋なロココ様式で建設されたもので、ユネスコ世界遺産に登録されている。
- ヴェルフェンミュンスター: 旧プレモントレ修道会教会。1176年にロマネスク様式で建設された教会で、現在は教区教会として使われている。
- イルゲンの「聖母の訪問」教会
- クロイツベルクの聖十字架教会
- ウアシュプリングのマグダラの聖マリア教会

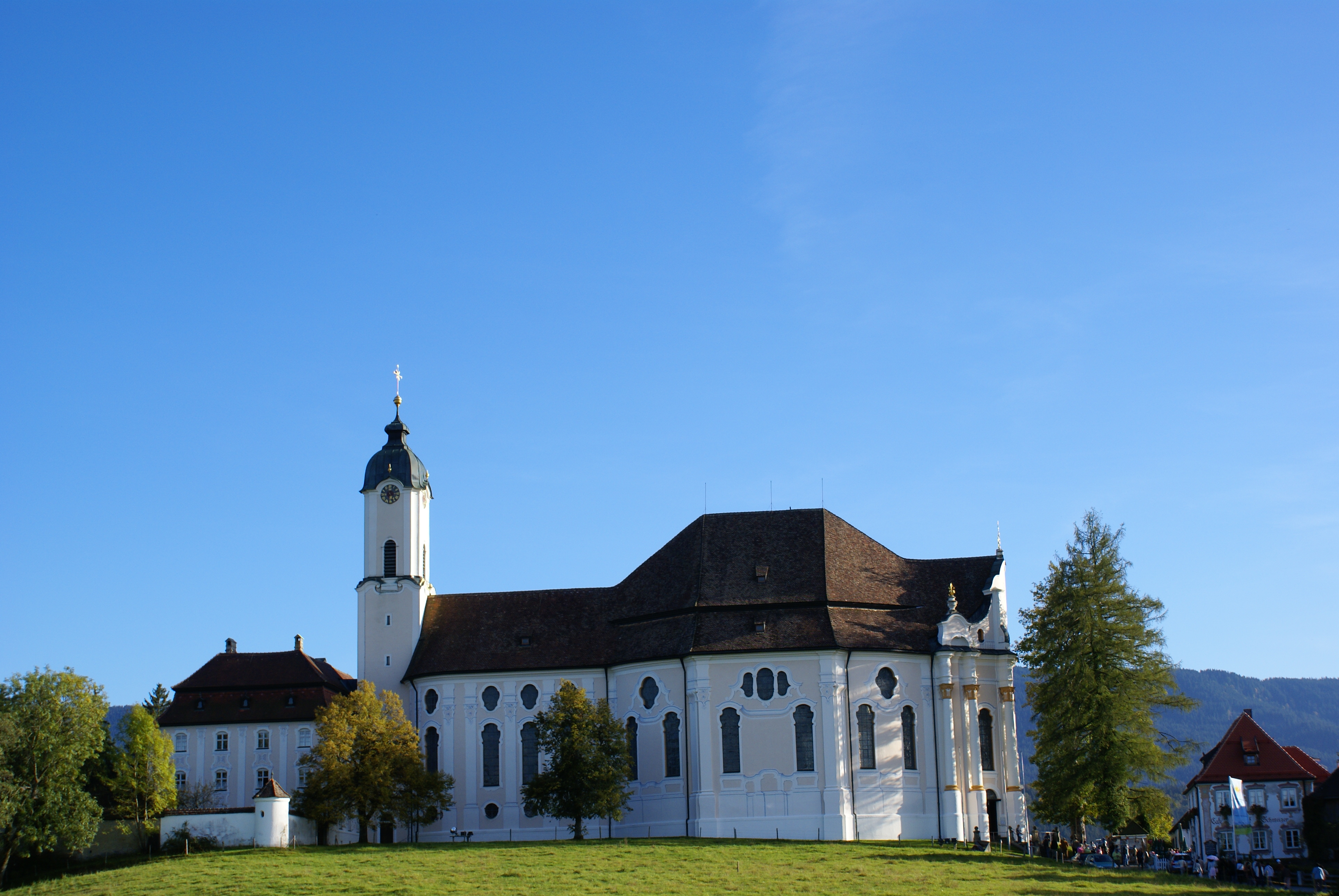
ヴィースの巡礼教会の外観
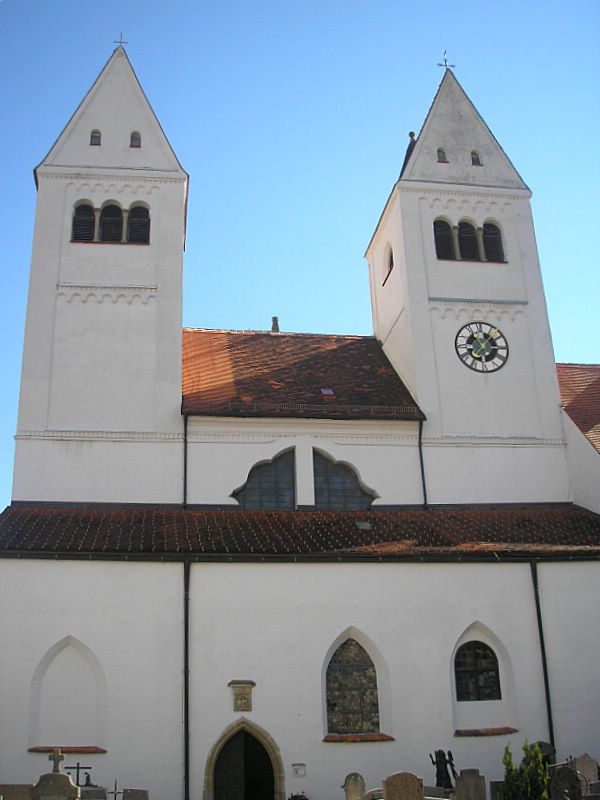
ヴェルフェンミュンスター
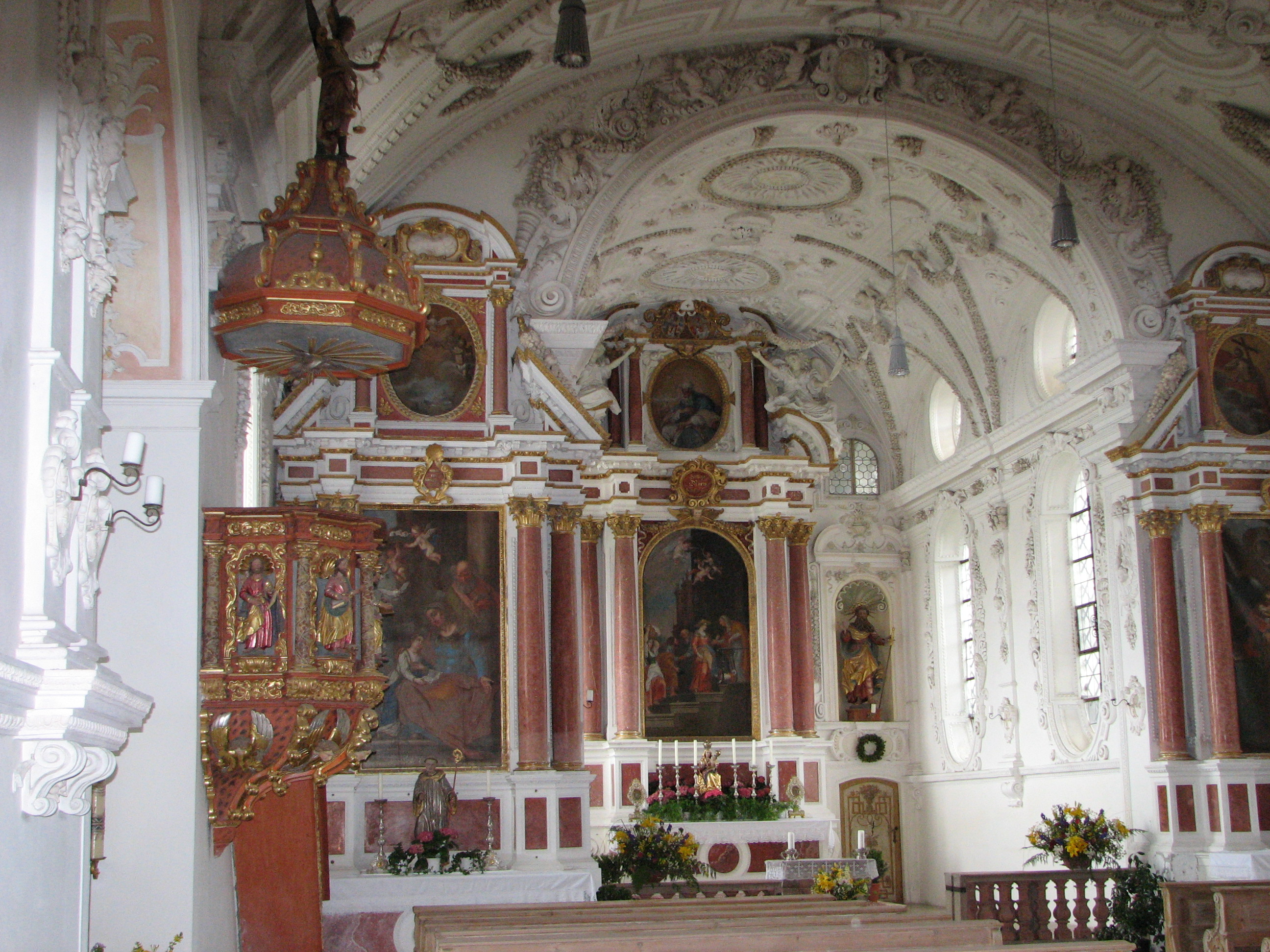
イルゲンの教会内部

## 出身人物
- ギュンター・ノイロイター - 柔道家

## 引用
1. ↑  https://www.statistikdaten.bayern.de/genesis/online?operation=result&code=12411-003r&leerzeilen=false&language=de Genesis-Online-Datenbank des Bayerischen Landesamtes für Statistik Tabelle 12411-003r Fortschreibung des Bevölkerungsstandes: Gemeinden, Stichtag (Einwohnerzahlen auf Grundlage des Zensus 2011)
2. ↑  Bayerische Landesbibliothek Online